# Polymitia eximipalpella
Polymitia eximipalpella is een vlinder uit de familie mineermotten (Gracillariidae). De wetenschappelijke naam is voor het eerst geldig gepubliceerd in 1930 door Gerasimov.
De soort komt voor in Europa.